# Alfred Hawkins (cầu thủ bóng đá)
Alfred T. Hawkins (sinh năm 1904, ngày mất không rõ) là một cầu thủ bóng đá thi đấu ở Football League ở vị trí tiền đạo cho Crystal Palace. Ông cũng thi đấu bóng đá non-league cho Southall F.C..

## Sự nghiệp thi đấu
Hawkins bắt đầu sự nghiệp với Southall, then thi đấu ở Athenian League và vào tháng 11 năm 1925, ký hợp đồng với Crystal Palace ở Football League Third Division South. Ông có màn ra mắt trong thất bại 0–2 trên sân nhà trước Gillingham và có 19 lần ra sân ở Giải vô địch ở 1925–26, ghi 7 bàn. Vào tháng 1 năm 1926, Hawkins thi đấu tại Cúp FA trên sân nhà trước Chelsea ghi 1 bàn trong chiến thắng 2–1. Tuy nhiên, ông chỉ có 1 lần ra sân mùa giải 1926–27 (1 bàn thắng) và vào cuối mùa giải, ông rời câu lạc bộ.